# Campeonato Mundial de Natação em Piscina Curta de 2016 - 400 m medley feminino
A prova dos 400 metros nado medley feminino do Campeonato Mundial de Natação em Piscina Curta de 2016 foi disputado no dia 6 de dezembro no Centro WFCU em Windsor, Canadá.

## Recordes
Antes desta competição, os recordes mundiais e do campeonato nesta prova eram os seguintes:
|                       | Nome            | Nacionalidade | Tempo   | Local   | Data                  |
| --------------------- | --------------- | ------------- | ------- | ------- | --------------------- |
| Recorde mundial       | Katinka Hosszú  | Hungria       | 4:19.46 | Netanya | 2 de dezembro de 2015 |
| Recorde do campeonato | Mireia Belmonte | Espanha       | 4:19.86 | Doha    | 3 de dezembro de 2014 |

## Medalhistas
| Ouro                 | Prata             | Bronze            |
| Katinka Hosszú (HUN) | Ella Eastin (USA) | Madisyn Cox (USA) |

## Resultados

### Eliminatórias
As eliminatórias ocorreram dia 6 de dezembro com um total de 24 nadadoras.  
| Colocação | Bateria | Raia | Nome                    | Nacionalidade  | Tempo   | Notas |
| --------- | ------- | ---- | ----------------------- | -------------- | ------- | ----- |
| 1.        | 3       | 4    | Katinka Hosszú          | Hungria        | 4:25,03 | Q     |
| 2.        | 2       | 2    | Ella Eastin             | Estados Unidos | 4:29,64 | Q     |
| 3.        | 3       | 2    | Mireia Belmonte         | Espanha        | 4:31,14 | Q     |
| 4.        | 2       | 4    | Hannah Miley            | Reino Unido    | 4:31,48 | Q     |
| 5.        | 3       | 3    | Barbora Závadová        | Chéquia        | 4:32,06 | Q     |
| 6.        | 1       | 6    | Nguyễn Thị Ánh Viên     | Vietname       | 4:32,19 | Q,    |
| 7.        | 3       | 5    | Yui Ohashi              | Japão          | 4:32,20 | Q     |
| 8.        | 3       | 6    | Madisyn Cox             | Estados Unidos | 4:34,50 | Q     |
| 9.        | 2       | 3    | Abbie Wood              | Reino Unido    | 4:34,78 |       |
| 10.       | 2       | 7    | Sarah Darcel            | Canadá         | 4:35,66 |       |
| 11.       | 2       | 6    | Wakaba Tsuyuuchi        | Japão          | 4:37,66 |       |
| 12.       | 3       | 7    | Fantine Lesaffre        | França         | 4:38,18 |       |
| 13.       | 2       | 5    | Li Bingjie              | China          | 4:40,03 |       |
| 14.       | 2       | 0    | Maxine Wolters          | Alemanha       | 4:40,77 |       |
| 15.       | 3       | 1    | Victoria Kaminskaya     | Portugal       | 4:42,62 |       |
| 16.       | 3       | 0    | Martina van Berkel      | Suíça          | 4:43,43 |       |
| 17.       | 1       | 3    | Ajna Késely             | Hungria        | 4:44,40 |       |
| 18.       | 3       | 8    | Florencia Perotti       | Argentina      | 4:45,61 |       |
| 19.       | 2       | 8    | Phiangkhwan Pawapotako  | Tailândia      | 4:45,71 |       |
| 20.       | 2       | 1    | Kristýna Horská         | Chéquia        | 4:47,22 |       |
| 21.       | 2       | 9    | Hamida Rania Nefsi      | Argélia        | 4:49,68 |       |
| 22.       | 3       | 9    | Souad Nefissa Cherouati | Argélia        | 4:57,37 |       |
| 23.       | 1       | 4    | Alania Suttie           | Samoa          | 5:09,44 |       |
| 24.       | 1       | 5    | Cecilia Medina          | Honduras       | 5:38,87 |       |

### Final
A final teve sua disputa realizada em 6 de dezembro. 
| Colocação         | Raia | Nome                | Nacionalidade  | Tempo     | Notas |
| ----------------- | ---- | ------------------- | -------------- | --------- | ----- |
| Medalha de ouro   | 4    | Katinka Hosszú      | Hungria        | 4:21,67   |       |
| }                 | 5    | Ella Eastin         | Estados Unidos | 4:27,74   |       |
| Medalha de bronze | 8    | Madisyn Cox         | Estados Unidos | 4:27,78   |       |
| 4.                | 6    | Hannah Miley        | Reino Unido    | 4:27,86   |       |
| 5.                | 3    | Mireia Belmonte     | Espanha        | 4:32,98   |       |
| 6.                | 1    | Yui Ohashi          | Japão          | 4:33,07   |       |
| 7.                | 2    | Barbora Závadová    | Chéquia        | 4:37,79   |       |
| 8. !              | 7    | Nguyễn Thị Ánh Viên | Vietname       | 9:99,99 ! | DSQ   |

Legenda
| Recorde mundial       | Recorde mundial (World record)               |                       | Recorde africano                      | Recorde africano (African) |                                           | Q | Classificado por posição (Qualified) |
| Recorde do campeonato | Recorde do campeonato (Championship record)  | Recorde da América    | Recorde da América (Americas)         | q                          | Classificado por melhor tempo (Qualified) |   |                                      |
| Melhor marca do ano   | Melhor marca do ano (World leading)          | Recorde asiático      | Recorde asiático (Asian)              | DNS                        | Não largou (Did not start)                |   |                                      |
| Recorde nacional      | Recorde nacional (National record)           | Recorde europeu       | Recorde europeu (European)            | DNF                        | Não terminou (Did not finish)             |   |                                      |
| Recorde pessoal       | Recorde pessoal do atleta (Personal best)    | Recorde da Oceania    | Recorde da Oceania (Oceania)          | DSQ / DQ                   | Desclassificado (Disqualified)            |   |                                      |
| Recorde da temporada  | Recorde da temporada do atleta (Season best) | Recorde sul-americano | Recorde sul-americano (South America) | NM                         | Sem marca (No mark)                       |   |                                      |